# 西山翠嶂
西山 翠嶂（にしやま すいしょう、1879年（明治12年）4月2日 - 1958年（昭和33年）3月30日）は、大正から昭和にかけて活躍した日本画家。本名は卯三郎（うさぶろう）。

## 略歴
1879年（明治12年）に京都伏見に生まれる。1893年（明治26年）に 竹内栖鳳の門下に入り日本画を学ぶ。翌年から各展覧会や博覧会で入賞を重ね、若くして頭角を現して同門の西村五雲、橋本関雪とともに栖鳳門下として名を馳せた。後に翠嶂は栖鳳の女婿となっている。また、京都市美術工芸学校へも入学して日本画の更なる研鑽に励んだ。
1907年（明治40年）の第1回文展に「広寒宮」を出品して３等賞を受賞したのを皮切りに、その後も文展に出品を重ねて受賞または特選が相次いだ。文展期の作品には「採桑」、「落梅」、「青田」などがある。1919年（大正8年）に帝展が開設されると過去の実績により審査員に選出された。また、自作の出品も重ねた。帝展期の作品として「春霞」、「木槿」、「乍晴乍陰」、「くらべ馬」、「牛買ひ」などが挙げられる。1929年（昭和4年）には帝国美術院会員に推薦された。
1937年（昭和12年）に帝展が改組された後は帝国芸術院会員を勤めるとともに新文展審査員の職責を果たした。この頃の作品としては「雨餘」、「洛北の秋」などがある。栖鳳死後の1944年（昭和19年）に帝室技芸員に任命され、日本画壇の長老として重んじられた。終戦後の70代となってからも翠嶂は制作を続けており、日展などに「黒豹」や「山羊と猿」などを出品している。栖鳳の画風を継承した翠嶂の作域は人物、花鳥、動物、風景などに及ぶが、中でも長けているのが京都由来の円山派や四条派を範とした人物、動物画である。
翠嶂は後進の育成に励み、母校の京都市立絵画専門学校教授及び同校長を務めた。また1921年（大正10年）頃に自身の画塾青甲社を設立して技法を指導した。青甲社からは堂本印象、中村大三郎、上村松篁、吉田鋤牛、森守明、沢宏靱、不動立山、瀬川艶久などの多くの門弟を輩出している。また、晩年は日展運営会理事、芸術院会員選考委員を務めて日本美術界の発展の為に尽力した。これらの功労により、1957年（昭和32年）に文化勲章が授与された。翌1958年（昭和33年）3月30日、心筋梗塞により京都市東山区の自宅で死去した。没後、正三位勲二等旭日重光章が追贈された。

## 略年譜
- 1879年（明治12年）- 西山政治郎、さとの子として出生[1]
- 1893年（明治26年）- 竹内栖鳳に入門
- 1894年（明治27年）- 京都市工芸品展「箕面瀑布図」褒状、日本美術協会展「鷹狩図」3等受賞[1]
- 1895年（明治28年）- 第4回内国勧業博覧会「富士川水禽図」褒状、日本青年絵画共進会「対風牡丹図」2等受賞[1]
- 1896年（明治29年）- 大阪私立日本絵画共進会「対風牡丹図」2等受賞[1]
- 1897年（明治30年）- 第1回全国絵画共進会「義光勇戦図」2等受賞[1]
- 1898年（明治31年）- 京都新古美術品展「秋口喚渡の図」1等受賞[1]
- 1899年（明治32年）- 京都市立美術工芸学校卒業。全国絵画共進会「村童」、第２回全国絵画共進会「迦葉哄笑図」ともに3等受賞[1]
- 1900年（明治33年）- 京都新古美術品展「韓退之図」3等、後素青年会展「悉多発心図」優等1席受賞[1]
- 1901年（明治34年）- 京都新古美術品展「沙陽」３等受賞[1]
- 1902年（明治35年）- 京都市立美術工芸学校へ奉職。京都新古美術品展「緑陰」3等受賞[1]
- 1903年（明治36年）- 第5回内国勧業博覧会「詰汾興魏図」3等受賞[1]
- 1904年（明治37年）- 京都新古美術品展「祝戸開き」3等受賞[1]
- 1905年（明治38年）- 関雪、五雲らの8名で水曜会を結成、機関誌「黎明」を刊行（1909年（明治42年）迄）[1]
- 1907年（明治40年）- 第1回文展「広寒宮」3等受賞
- 1908年（明治41年）- 第2回文展「軒迷開悟」褒状授与[1]
- 1909年（明治42年）- 京都市絵画専門学校助教諭就任。第3回文展「花見」3等受賞[1]
- 1910年（明治43年）- 師栖鳳の東本願寺天井絵制作に帯同し、土田麦僊と制作助手を務める[1]
- 1912年（大正元年）- 第6回文展「青田」3等受賞[1]
- 1914年（大正3年）- 第8回文展「採桑」3等受賞[1]
- 1915年（大正4年）- 第9回文展「農夫」3等受賞[1]
- 1916年（大正5年）- 第10回文展「未★の女」特選受賞[1]
- 1917年（大正6年）- 第11回文展「短夜」特選受賞[1]
- 1918年（大正7年）- 第12回文展「落梅」特選受賞[1]
- 1919年（大正8年）- 京都市立絵画専門学校（現：京都市立芸術大学）教授就任。第1回帝展審査員に選出、以降、第10回迄務める[1]
- 1920年（大正9年）- 平和記念美術展審査員を務める[1]
- 1921年（大正10年）- 画塾青甲社を主宰[1]
- 1929年（昭和4年）- 帝国美術院会員となる
- 1933年（昭和8年）- 京都市立絵画専門学校校長となる。大礼記念京都美術館評議員就任[1]
- 1936年（昭和11年）- 京都市絵画専門学校、京都市美術工芸学校を辞職[1]
- 1942年（昭和17年）- 師栖鳳死去[4]
- 1944年（昭和19年）- 帝室技芸員となる[5]。第1回文展審査員となる[1]
- 1950年（昭和25年）- 京都市立美術大学名誉教授号付与[1]
- 1951年（昭和26年）- 日展運営会理事就任[1]
- 1953年（昭和28年）- 日本芸術院会員選考委員就任（1957年（昭和32年）迄）[1]
- 1957年（昭和32年）- 文化勲章受章、文化功労者表彰[2]
- 1958年（昭和33年）- 歿。正三位勲二等旭日重光章追贈

## 作品
| 作品名   | 技法     | 形状・員数 | 寸法（縦x横cm）   | 所有者             | 年代               | 出品展覧会     | 落款・印章                    | 備考 |
| -------- | -------- | ---------- | ----------------- | ------------------ | ------------------ | -------------- | ----------------------------- | ---- |
| 雀図     | 紙本著色 | 十曲一双   | 105.0×513.0〈各） | 海の見える杜美術館 |                    |                |                               |      |
| 広寒宮   | 絹本著色 | 六曲一双   | 167.0×378.0〈各） | 京都市美術館       | 1907年（明治40年） | 第1回文展      |                               |      |
| 春霞     | 絹本著色 | 六曲一双   | 127.6×372.0〈各） | 京都国立近代美術館 | 1919年（大正8年）  | 第1回帝展      |                               |      |
| 秣       | 絹本著色 | 額装1面    | 204.5×129.5       | 京都国立近代美術館 | 1920年（大正9年）  | 第2回帝展      | 款記「翠嶂」/「翠嶂」朱文方印 |      |
| 錦祥女   | 絹本著色 | 1幅        | 221.5×84.5        | 京都国立近代美術館 | 1921年（大正10年） | 第3回帝展      |                               |      |
| 槿花     | 絹本著色 | 1幅        | 129.0×85.0        | 京都市美術館       | 1923年（大正12年） | 日本美術展覧会 |                               |      |
| 馬       | 絹本著色 | 額装1面    | 166.0×188.0       | 京都市美術館       | 1939年（昭和14年） |                |                               |      |
| 斑鳩     | 絹本著色 | 額装1面    | 64.0×70.7         | 東京国立近代美術館 | 1942年（昭和17年） | 献納展         |                               |      |
| 絶㵎の夕 | 紙本著色 | 額装1面    | 106.3×121.2       | 大阪市立美術館     | 1943年（昭和18年） | 関西邦画展覧会 | 款記「翠嶂」                  |      |